# Antimo de Tiana
Antimo de Tiana fue un obispo cristiano de la ciudad capadocia de Tiana. Tiana aumentó su prominencia cuando el emperador romano Valente dividió Capadocia en dos provincias y Tiana pasó a ser la capital de Cappadocian Secundus en 371. Esto le llevó a un conflicto con Basilio de Cesarea, de Cesarea (la anterior capital de toda Capadocia), quien sólo se convirtió en obispo allí en 370, que es por lo que más se conoce a Antimo de Tiana.
Antimo afirmó que el cambio en el estatus político de la ciudad debía conllevar un cambio en su estatus religioso y se declaró a sí mismo con autoridad sobre varias ciudades capadocias de la nueva provincia que previamente habían sido supervisadas por Basilio. Su éxito al respecto se basaba también en la existencia en la provincia de arrianos que no deseaban caer bajo la autoridad de Basilio, aunque las evidencias están en contra de un arrianismo de Antimo. El conflicto se hizo físico cuando Basilio y su amigo Gregorio Nacianceno marcharon con una recua de mulas a recoger provisiones del monasterio de San Orestes, que estaba bajo la autoridad de Basilio. Algunos defensores de Antimo bloquearon su camino cerca de San Orestes, junto a Sasima, y estalló una pelea. En 372 como parte del conflicto, Basilio envió a Gregorio Nacianceno como obispo de la pequeña ciudad de Sasima que Antimo decía que estaba bajo su autoridad, Era poco más que un cruce de caminos y antes no tenía obispo. Ahora ganó un obispo de cada lado, permaneciendo la elección de Antimo. Igualmente, Basilio hizo de su hermano menor, Gregorio obispo de Nisa para ayudar en el conflicto. Intentó establecer su autoridad en Doara por medios parecidos. Basilio y Antimo más tarde arreglaron sus diferencias; Eusebio de Samosata parece haber mediado en el conflicto y se aceptó que cada obispo tuviera autoridad sobre su propia región. En algún momento del proceso se reconoció que Nacianzo tenía su propia alianza con Tiana. Antes de que llegara la paz definitiva entre Antimo y Basilio surgió un nuevo disgusto con Basilio sobre el deseo de Antimo de aceptar un candidato llamado Fausto para su instalación como obispo en Armenia. Fausto primero había acudido a Basilio que lo rechazó hasta que se pudiera consultar a Teodoto de Nicópolis y otros obispos armenios, pero al recurrir a Antimo, su petición se vio satisfecha.

De cualquier manera, para el año 375 Gregorio consideró que Antimo estaba en completo acuerdo con él. Antimo fue descrito como mayor cuando este conflicto empezó, y poco más se sabe de él después de que acabara. El impacto más significativo de estos acontecimientos fue la ruptura del afecto entre Gregorio Nacianceno y Basilio por la presión que Basilio había ejercido sobre Gregorio para que asumiera su nuevo cargo. Esa ruptura duraría hasta la muerte de Basilio en 379.